# Complement circumstancial de temps
El complement circumstancial de temps és un complement circumstancial
La funció de complement circumstancial de temps pot estar realitzada per un sintagma preposicional (Els Reis Mags venen a la nit), un sintagma adverbial (Ahir vam anar al parc), una proposició subordinada adverbial de temps (Anirem al cinema quan arribi el teu avi), un sintagma nominal (Aquest matí ha plogut molt). Per reconèixer-lo dins de l'oració podem substituir el sintagma per l'adverbi "llavors": Els Reis Mags venen llavors, Llavors vam anar al parc, Anirem al cinema llavors, llavors ha plogut molt; o transformar l'oració en una pregunta iniciada per quan? I la resposta serà el complement circumstancial: Quan venen els Reis Mags? A la nit; Quan vam anar al parc? ahir; Quan anirem al cinema? Quan arribi el teu avi; Quan ha plogut molt? Aquest matí.

## Tipus
Hi ha diferents tipus de complements circumstancials de temps, entre els quals val la pena destacar els situacionals i els extensionales:
- Complements circumstancials de temps situacionals.

Són aquells que situen l'acció verbal en un temps determinat. El situacional és el típic circumstancial de temps que respon la pregunta quan? L'expressat pot coincidir o ser anterior o posterior a un temps o fet: "Això va passar durant/abans de/després de la festa".
De vegades, el temps és assenyalat en termes de distància, és a dir, es quantifica el temps cap al passat o cap al futur: Es va casar fa un any/Es casarà d'aquí a un any. El primer cas ha estat objecte de múltiples estudis per la presència del verb "fer": uns estudiosos afirmen que es tracta d'una oració impersonal amb el verb "fer" més un complement directe; altres autors sostenen que en aquests casos el caràcter verbal de "fa" ha desaparegut, ja que pot aparèixer precedit d'una preposició: "Està casat des de fa un any" i un anys no pot ser substituït per "el" i, per tant, no és un complement directe. I d'aquesta manera, parlen del caràcter preposicional de "fa" en aquests casos.
Els adverbis de temps que fan la funció de complement circumstàncial de temps situacional ahir/avui/demà divideixen el transcurs del temps en passat/present/ futur. Amb "ara" i "llavors" passa una cosa semblant: el que succeeix en aquest moment / el que ha passat o passarà.
- Complements circumstancials de temps extensionales.

Són aquells que aporten informació sobre la durada de l'acció verbal. Aquests circumstancials responen a preguntes com: quant de temps?, Des de quan?, Fins quan ?, etc .: He estudiat quatre hores seguides.
Depenent de si la durada expressada es computa de forma interna o externa, tenim dos subtipus:
- - iteratius: quan s'assenyala el nombre de vegades que l'acció verbal es repeteix: Maria va cada setmana al cinema.

- - duratius: assenyalen el temps que dura l'acció verbal. Poden ser:

- delimitatius: Patricia estudia de nou a dues.
- Quantitatius: Patricia estudia cinc hores al dia.